# Moskovij
Moskovij je sintetični kemični element s simbolom Mc in atomskim številom 115. Prvič ga je sintetizirala skupina ruskih in ameriških znanstvenikov na Združenem inštitutu za jedrske raziskave (JINR) v Dubni v Rusiji. Decembra 2015 ga je Skupna delovna skupina IUPAC-a in IUPAP-a priznala kot enega od štirih novih elementov. 28. novembra 2016 je bil uradno poimenovan po Moskovski oblasti, v kateri je JINR.
Moskovij je izredno radioaktiven element: njegov najstabilnejši znani izotop, moskovij-290, ima razpolovno dobo le 0,65 sekund. V periodnem sistemu je transaktinoidni element v p-bloku. Nahaja se v 7. periodi in je uvrščen v skupino 15 kot najtežji pniktogen, čeprav ni potrjeno, da bi se obnašal kot težji homolog bizmuta. Moskovij naj bi imel nekatere lastnosti, podobne lažjim homologom, dušiku, fosforju, arzenu, antimonu in bizmutu, in šibkim kovinam, čeprav bi moral pokazati tudi več bistvenih razlik. Moskovij bi moral imeti tudi velike podobnosti s talijem, saj imata oba en precej slabo vezan elektron zunaj kvazizaprte lupine. Do danes je bilo zabeleženih približno 100 atomov moskovija, pri čemer je bilo dokazano, da imajo vsi masno število med 287 in 290.

## Uvod
Najtežja jedra nastanejo v jedrskih reakcijah, ki združijo dve drugi jedri neenake velikosti v eno; v grobem velja, da bolj, kot sta jedri glede na maso neenaki, večja je možnost, da bosta reagirali. Iz materiala iz težjih jeder se naredi tarča, ki jo nato bombardira snop lažjih jeder. Dve jedri se lahko združita v eno samo, če se dovolj približata; normalno se jedra (vsa pozitivno nabita) med seboj odbijajo zaradi elektrostatičnega odbijanja. Močna interakcija lahko to odbojnost premaga, vendar le na zelo kratki razdalji od jedra; jedra žarka se tako močno pospeši, da postane taka odbojnost nepomembna v primerjavi s hitrostjo jedra v snopu. Samo približevanje ni dovolj, da se dve jedri zlijeta: ko se dve jedri približata, običajno ostaneta skupaj približno 10−20 sekunde in se nato ločita (ne nujno v isti sestavi kot pred reakcijo), namesto da tvorita eno jedro. Če pride do fuzije, je začasna združitev, imenovana sestavljeno jedro, vzbujeno stanje. Da bi izgubilo energijo vzbujenja in doseglo stabilnejše stanje, se sestavljeno jedro razcepi ali izvrže enega ali več nevtronov, ki odnesejo odvečno energijo.
Žarek prehaja skozi tarčo in doseže naslednjo komoro – separator; če novo jedro nastane, potuje skupaj s tem žarkom. V separatorju se novo nastalo jedro loči od drugih nuklidov (prvotnega žarka in vseh drugih reakcijskih produktov) in prenese v pregradno-površinski detektor, ki jedro ustavi. Tam je zaznana natančna lokacija prihajajočega udarca na detektor; prav tako tudi njegova energija in čas prihoda. Prenos traja približno 10−6 sekunde; da jo lahko zazna, jedro med tem ne sme razpasti. Jedro se ponovno zabeleži, ko se zabeleži njegovo razpadanje in izmeri lokacija, energija in čas razpada.
Stabilnost jedra zagotavlja močna interakcija, vendar je njegov obseg zelo kratek; ko jedra povečamo, vpliv močne interakcije na najbolj oddaljene nukleone (protone in nevtrone) oslabi. Prav tako jedro raztrga elektrostatično odbijanje med protoni, saj ima neomejen domet. Za jedra najtežjih elementov je tako teoretično napovedan in doslej opazovan predvsem propad z razpadnimi načini, ki jih povzroča takšna odbijanje: alfa razpad in spontana cepitev; ti načini prevladujejo za jedra supertežkih elementov. Alfa razpadi so zaznani z oddajanjem alfa delcev, produkte razpada pa je enostavno določiti pred dejanskim razpadom; če takšno razpadanje ali niz zaporednih razpadov ustvari znano jedro, lahko prvotni produkt reakcije aritmetično določimo. Spontana cepitev proizvaja različna jedra kot produkte, zato prvotnega nuklida ni mogoče določiti od njegovih produktov.
Informacije, ki so na voljo fizikom, katerih namen je sintetizirati enega najtežjih elementov, so torej informacije, zbrane na detektorjih: lokacija, energija in čas prihoda delca na detektor ter podatki o njegovem razpadu. Fiziki analizirajo te podatke in skušajo ugotoviti ali jih je dejansko povzročil nov element in ali jih ni mogel povzročiti drugačen nuklid od tistega, katerega so iskali. Pridobljeni podatki pogosto ne zadoščajo za sklep, da je bil nov element vsekakor ustvarjen in če za opažene učinke ni druge razlage, so bile narejene napake pri interpretaciji podatkov.

## Zgodovina

### Odkritje
Prvo uspešno sintezo moskovija je izvedla skupina ruskih in ameriških znanstvenikov avgusta 2003 na Združenem inštitutu za jedrske raziskave (JINR) v Dubni v Rusiji. V ekipi, ki jo je vodil ruski jedrski fizik Yuri Oganessian, so bili tudi ameriški znanstveniki iz Narodnega laboratorija Lawrence Livermore. Raziskovalci so 2. februarja 2004 v Physical Review-u C navedli, da so bombardirali americij-243 z ioni kalcija-48, da so ustvarili štiri atome moskovija. Ti atomi so razpadli z emisijo alfa delcev v nihonij po približno 100 milisekundah.
243Am + 48Ca → 288Mc + 3 1Nt → 284Nh + ɑ 
243Am + 48Ca → 287Mc + 4 1Nt → 283Nh + ɑ 
Sodelovanje med Dubno in Livermorom je pozneje okrepilo svojo trditev glede odkritij moskovija in nihonija z izvajanjem kemijskih poskusov na končnem produktu razpada, 268Db. Noben od nuklidov v tej razpadni verigi ni bil prej znan, zato obstoječi eksperimentalni podatki niso bili na voljo v podporo njihovi trditvi. Junija 2004 in decembra 2005 je bila prisotnost izotopa dubnija potrjena z ekstrahiranjem končnih produktov razpada, merjenjem aktivnosti spontane cepitve (SF) in uporabo kemijskih identifikacijskih tehnik, da se potrdi, da se obnaša kot element 5. skupine (dubnij je namreč v 5. skupini periodnega sistema). Tako razpolovna doba kot način razpada sta bila potrjena za predlagan 268Db, kar je podprlo dodelitev izvirnega jedra moskoviju. Kljub temu v letu 2011 Skupna delovna skupina IUPAC/IUPAP (JWP) ni prepoznala obeh elementov kot odkritih, saj tedanja teorija kemijskih lastnosti elementov skupine 4 in skupine 5 ni mogla ločiti z zadostno verjetnostjo. Poleg tega lastnosti razpada vseh jeder v razpadajoči verigi moskovija pred eksperimenti v Dubni še niso bile opredeljene, kar je po mnenju JWP na splošno "težavno, vendar ne nujno izključno".

### Pot do potrditve
Dva težja izotopa moskovija, 289Mc in 290Mc, sta bila odkrita v letih 2009 in 2010 kot produkta izotopov tenesa 293Ts in 294Ts; izotop 289Mc so kasneje tudi sintetizirali neposredno in potrdili, da ima enake lastnosti, kot so jih našli v poskusih tenesa. 
Leta 2011 je skupna delovna skupina Mednarodne zveze za čisto in uporabno kemijo (IUPAC) in Mednarodne zveze za čisto in uporabno fiziko (IUPAP) ocenila poskusa v Dubni v letih 2004 in 2007 in ugotovila, da ne izpolnjujejo meril za odkritje. V naslednjih nekaj letih je potekalo še eno vrednotenje novejših poskusov, Dubna pa je ponovno priganjala k odkritju. Avgusta 2013 je skupina raziskovalcev z univerze Lund in Gesellschaft für Schwerionenforschung (GSI) v Darmstadtu v Nemčiji sporočila, da je ponovila poskus iz leta 2004 in potrdila ugotovitve Dubne. Istočasno so ponovili poskus iz leta 2004 v Dubni, ki je zdaj dodatno ustvaril tudi izotop 289Mc, ki bi lahko služil kot navzkrižno bombardiranje za potrditev odkritja izotopa tenesa 293Ts leta 2010. Nadaljnjo potrditev je ekipa iz Narodnega laboratorija Lawrence Berkeley objavila leta 2015.
Skupna delovna skupina IUPAC/IUPAP je decembra 2015 prepoznala odkritje elementa in dala prednost sodelovanju Dubna-Livermore v letih 2009–2010, s čimer jim je dala pravico predlagati njegovo stalno ime. Medtem ko poskusov s sintezo 287Mc in 288Mc niso prepoznali kot prepričljive zaradi pomanjkanja prepričljive identifikacije atomskega števila z navzkrižnimi reakcijami, so eksperimente 293Ts prepoznali kot prepričljive, saj je bil njegov produkt 289Mc proizveden neodvisno in je pokazal enake lastnosti.
Maja 2016 sta Univerza Lund (Lund, Skanija, Švedska) in GSI začeli dvomiti v sintezo elementov 115 in 117. Verige razpada, določene za 289Mc, izotop, ki je ključen za potrditev sintez elementov 115 in 117, so na podlagi nove statistične metode ugotovili, da se preveč razlikujejo in da je velika verjetnost, da ne pripadata istemu nuklidu. Ugotovljeno je bilo, da razpadna veriga 293Ts, ki jo je JWP odobril, zahtevajo razdelitev na posamezne nabore podatkov, dodeljene različnim izotopom tenesa. Ugotovljeno je bilo tudi, da domnevna povezava med razpadnima verigama 293Ts in 289Mc verjetno ne obstaja. (Po drugi strani pa je bilo ugotovljeno, da so verige neodobrenega izotopa 294Ts skladne) Množica stanj, ki jih najdemo, če nuklidi, ki niso sodi-sodi in razpadejo z razpadom alfa, ni nepričakovana in prispeva k nejasnosti navzkrižnih reakcij. Ta študija je kritizirala poročilo JWP, saj po njihovem mnenju spregleda podrobnosti, povezane s tem vprašanjem, in menila, da je "problematično", da je edini argument za sprejemanje odkritij elementov 115 in 117 bila povezava, za katero so menili, da je dvomljiva.
8. junija 2017 sta dva člana Dubna skupine objavila članek v reviji, v katerem sta na te kritike odgovorila in analizirala svoje podatke o nuklidih 293117 in 289Mc s široko sprejetimi statističnimi metodami in ugotovila, da so študije iz leta 2016, ki kažejo na neskladnost, prinesle problematične rezultate pri radioaktivnem razpadu: iz 90-odstotnega intervala verjetnosti so izključili tako povprečni kot skrajni čas razpada ter razpadne verige, ki so bile bolj verjetne, kot tiste, ki so bile vključene. Ponovna analiza leta 2017 je pokazala, da so opažene razpadne verige 293Ts in 289Mc skladne s predvidevanji, da je v vsakem koraku verige prisoten le en nuklid, čeprav bi bilo zaželeno, da bi lahko neposredno izmerili masno število izvornega jedra vsake verige, pa tudi funkcijo vzbujenja reakcije 243Am + 48Ca.

### Poimenovanje
Z uporabo Mendelejeve nomenklature za neimenovane in neodkrite elemente bi moral biti element 115 poimenovan eka-bizmut. Leta 1979 je IUPAC priporočil, da se sistematično nadomestno ime ununpentij (s simbolom Uup) uporablja do potrditve odkritja elementa in določitve stalnega imena. Čeprav se imena pogosto uporabljajo v kemični skupnosti na vseh ravneh, od kemičnih učilnic do poglobljenih učbenikov, so bila priporočila v glavnem zanemarjena med znanstveniki na tem področju, ki so ga imenovali "element 115", s simbolom E115, (115), ali pa celo samo 115. 
30. decembra 2015 je Mednarodna zveza za čisto in uporabno kemijo (IUPAC) priznala odkritje elementa. V skladu s priporočili IUPAC ima odkritelj oz. odkritelji novega elementa pravico predlagati ime. Predlagano ime je bilo langevinij, po Paulu Langevinu. Kasneje je ekipa iz Dubne ime moskovij večkrat omenila kot eno izmed številnih možnosti, pri čemer se je nanašala na Moskovsko oblast, kjer je Dubna.
Junija 2016 je IUPAC potrdil, da bo slednji predlog uradno sprejet do konca leta, kar se je zgodilo 28. novembra 2016. Slovesnost poimenovanja moskovija, tenesa in oganesona je bila 2. marca 2017 v Ruski akademiji znanosti v Moskvi.

## Predvidene lastnosti
Z izjemo jedrskih lastnosti niso bile izmerjene nobene lastnosti moskovija ali njegovih spojin; to je posledica izjemno omejene in drage proizvodnje ter dejstva, da zelo hitro propada. Lastnosti moskovija tako ostajajo neznane in na voljo so le napovedi.

### Jedrska stabilnost in izotopi
Predvideva se, da je moskovij znotraj otoka stabilnosti, usredinjenega pri Koperniciju (element 112) in fleroviju (element 114). Zaradi pričakovanih visokih ovir pri cepitvi katero koli jedro v tem otoku stabilnosti razpada izključno z alfa razpadom in morda nekaj z zajetjem elektronov ali beta razpadom. Čeprav znani izotopi moskovija nimajo dovolj nevtronov, da bi bili na otoku stabilnosti, je videti, da se otoku približujejo, saj so na splošno težji izotopi dolgotrajnejši.
Hipotetični izotop 291Mc je še posebej zanimiv primer, saj ima le en nevtron več kot najtežji znani izotop moskovja, 290Mc. Verjetno bi ga lahko sintetizirali kot produkt 295Ts, kar pa bi lahko nastalo iz reakcije 249Bk(48Ca,2n)295Ts . Izračuni kažejo, da ima lahko poleg alfa razpada tudi velik delež razpada z zajetjem elektronov ali emisijo pozitrona in ima tudi relativno dolgo razpolovno dobo – nekaj sekund. To bi proizvedlo 291Fl, 291Nh in nazadnje 291Cn, ki naj bi bil sredi otoka stabilnosti in imel razpolovni čas približno 1200 let, kar nam daje najboljše upanje, da bomo s sedanjo tehnologijo dosegli sredino otoka. Možne pomanjkljivosti so, da naj bi bil prerez produkcijske reakcije 295Ts majhen, lastnosti razpada supertežkih jeder, ki so blizu linije beta stabilnosti, pa so v veliki meri neraziskane.
Druge možnosti za sintezo jeder na otoku stabilnosti vključujejo kvazifisijo (delna fuzija, kateri sledi cepitev) masivnega jedra. Takšna jedra se navadno cepijo in izženejo dvojno magične ali skoraj dvojno magične nuklide, kot so kalcij-40, kositer-132, svinec-208 ali bizmut-209. V zadnjem času se je izkazalo, da bi lahko reakcije prenosa več nukleonov v trkih jeder aktinoidov (kot sta uran in kirij) uporabili za sintezo nevtronsko bogatih supertežkih jeder, ki se nahajajo na otoku stabilnosti, čeprav je nastanek lažjih elementov, kot sta nobelij ali siborgij bolj priljubljen. Zadnja možnost za sintezo izotopov v bližini otoka je uporaba nadzorovanih jedrskih eksplozij za ustvarjanje nevtronskega toka, ki je dovolj visok, da obide vrzeli nestabilnosti pri 258–260Fm in pri masnem številu 275 (atomska števila od 104 do 108 ), posnemajoč r-postopek, v katerem so bili aktinoidi prvič proizvedeni v naravi, in je vrzel nestabilnosti okoli radona bila obidena. Nekateri takšni izotopi (zlasti 291Cn in 293Cn) so bili morda celo sintetizirani v naravi, vendar bi že prehitro propadli (z razpolovnimi časi le tisoče let) in nastali v premajhnih količinah (približno 10−12-krat toliko kot svinca), da bi jih bilo danes mogoče zaznati kot prvotne nuklide zunaj kozmičnih žarkov.

### Fizične in atomske
V periodnem sistemu je moskovij član 15. skupine, pniktogenov. Nahaja se pod dušikom, fosforjem, arzenom, antimonom in bizmutom. Vsi prejšnji pniktogeni imajo v svoji valenčni lupini pet elektronov, ki tvorijo valenčno elektronsko konfiguracijo ns2np3. Pri moskoviju bi se moral trend nadaljevati in predvideva se, da bo valenčna elektronska konfiguracija 7s27p3, zato se bo moskovij v mnogih pogledih obnašal podobno kot njegovi lažji sorodniki. Kljub temu pa bodo verjetno nastale opazne razlike; velik vpliv ima interakcija med spinom in tirom (SO) – medsebojna interakcija med gibanjem elektronov in spinom. Še posebej močan je za težke elemente, saj se njihovi elektroni gibljejo veliko hitreje kot pri lažjih atomih – s hitrostmi, primerljivimi s svetlobno hitrostjo. V atomih moskovija znižuje ravni energije elektronov v 7s in 7p (jih stabilizira), vendar sta dve izmed ravni energije elektronov 7p bolj stabilizirani kot preostale štiri. Stabilizaciji 7s elektronov pravimo učinek inertnega para, učinek, ki "pretrga" podlupino 7p v bolj stabilizirane in manj stabilizirane dele, pa se imenuje delitev podlupine. Računski kemiki vidijo delitev kot spremembo drugegega (azimutnega) kvantega števila l od 1 do 1/2 in 3/2 za bolj stabilne in manj stabilne dele 7p podlupine, in sicer: podlupina 7p1/2 deluje kot drugi inertni par, čeprav ne tako inerten kot elektrona v 7s, medtem ko lahko podlupina 7p3/2 zlahka sodeluje v kemiji. Za številne teoretične namene je lahko valenčna elektronska konfiguracija prikazana tako, da odraža delitev podpuline 7p kot 7s2 7p1/22 7p3/22.
Valenčni elektroni moskovija so razvrščeni v tri podlupine: 7s (dva elektrona), 7p1/2 (dva elektrona) in 7p3/2 (en elektron). Prva dva sta relativistično stabilizirana in se zato obnašata kot inertna para, zadnji pa je relativistično destabiliziran in lahko brez težav sodeluje v kemiji. (6d elektroni niso dovolj destabilizirani, da bi lahko kemično sodelovali, čeprav je to v dveh prejšnjih elementih, nihoniju in fleroviju še vedno mogoče.)  Prednost ima tako oksidacijsko stanje +1, podobno kot pri Tl+, in skladno s tem bi morala biti prva ionizacijska energija moskovija okoli 5,58 eV, kar nadaljuje trend nižanja ionizacijskih potencialov navzdol po pniktogenih. Moskovij in nihonij imata en elektron zunaj kvazizaprte konfiguracije lupine, ki jo je mogoče delokalizirati v kovinskem stanju: tako bi morala imeti podobni tališči in vrelišči (oba se talita okoli 400 °C in zavreta okoli 1100 °C) zaradi podobnih trdnosti njunih kovinskih vezi. Poleg tega so predvidena ionizacijska energija, ionski polmer (1,5 Å za Mc+; 1,0 Å za Mc3+) in polarizabilnost Mc+ bolj podobni Tl+ kot njenemu pravemu sorodniku Bi3+. Moskovij bi moral biti zaradi visoke atomske teže gosta kovina z gostoto okoli 13,5 g/cm3. Predvideno je tudi, da se elektron vodiku podobnega atoma moskovija (oksidiran, tako da ima le en elektron, Mc114+ ) premikal tako hitro, da bo zaradi relativističnih učinkov imel maso 1,82-krat večjo od mirujočega elektrona. Za primerjavo, vrednosti za vodiku podobnega bizmuta in antimona naj bi bile 1,25 oziroma 1,077. 

### Kemične
Moskovij naj bi bil tretji član 7p serije kemičnih elementov in najtežji član 15. skupine v periodnem sistemu, pod bizmutom. Za razliko od prejšnjih 7p elementov naj bi bil moskovij dober homolog svojega lažjega kongenerja, v tem primeru bizmuta. Za to skupino je znano, da ima vsak član oksidacijsko stanje skupine +5, vendar z različno stabilnostjo. Za dušik je stanje +5 večinoma formalna razlaga molekul, kot je N2O5: zelo težko tvori pet kovalentnih vezi, saj je za tako majhen atom težko sprejeti pet ligandov. Stanje +5 je dobro zastopano za nerelativistične tipične pniktogene fosfor, arzen in antimon. Za bizmut postane stanje redko zaradi relativistične stabilizacije 6s orbital, znanega kot učinek inertnega para, tako da se 6s elektroni neradi kemično vežejo. Pričakuje se, da bo imel moskovij učinek inertnega para tako za 7s kot 7p1/2 elektrone, saj je vezna energija osamljenega 7p3/2 elektrona opazno manjša od energije 7p1/2 elektronov. Dušik(I) in bizmut(I) sta sicer znana, a redka. Moskovij(I) ima verjetno nekaj edinstvenih lastnosti in se verjetno vede bolj kot talij(I) kot pa bizmut(I). Zaradi interakcij med spinom in tirom lahko flerovij kaže lastnosti zaprte lupine ali žlahtnega plina; v tem primeru bo moskovij zaradi tega verjetno tipično monovalenten, saj bo kation Mc+ imel enako elektronsko konfiguracijo kot flerovij, kar bo moskoviju morda dalo nekakšen alkalijski značaj. Izračuni napovedujejo, da bi bila moskovijev(I) fluorid in klorid ionski spojini z ionskim polmerom približno 109–114 pm za ion Mc+, čeprav bi moral biti osamljeni par 7p1/2 na ionu Mc+ zelo polarizabilen. Kation Mc3+ bi se moral obnašati kot njegov pravi lažji homolog Bi3+. Elektroni v 7s so preveč stabilizirani, da bi lahko kemično sodelovali, zato bi moralo biti stanje +5 nemogoče, moskovij pa bi lahko imel le tri valenčne elektrone. Moskovij bi bil precej reaktivna kovina s standardnim potencialom zmanjšanja -1,5 V za par Mc+/Mc.
Kemija moskovija v vodni raztopini bi v bistvu morala biti kemija ionov Mc+ in Mc3+. Prvega je najbrž enostavno hidrolizirati in se ne bi smel zlahka kompleksirati s halidi, cianidom in amonijakom. Moskovij(I) hidroksid (McOH), karbonat (Mc2CO3 ), oksalat (Mc2C2O4 ) in fluorid (McF) bi morali biti topni v vodi; sulfid (Mc2S) bi moral biti netopen; in klorid (McCl), bromid (McBr), jodid (McI) in tiocianat (McSCN) bi morali biti slabo topni, tako da dodajanje odvečne klorovodikove kisline ne bi opazno vplivalo na topnost moskovijevega(I) klorida. Mc3+ bi moral biti približno tako stabilen kot Tl3+, zato bi moral biti tudi pomemben del kemije moskovija, čeprav bi moral biti njegov najbližji homolog med elementi njegov lažji kongener Bi3+. Moskovijev(III) fluorid (McF3) in tiozonid (McS3) ne bi smela biti topna v vodi, podobno kot bizmutovi spojini, medtem ko moskovijev(III) klorid (McCl3), bromid (McBr3) in jodid (McI3) bi morali biti dobro topni in enostavno hidrolizirani, da tvori oksihalide, kot sta McOCl in McOBr, spet analogna bizmutu. Tako moskovij(I) kot moskovij(III) bi morala biti običajni oksidacijski stanji, njuna relativna stabilnost pa bi morala biti močno odvisna od tega, s čim tvori komplekse in verjetnosti hidrolize. 
Kot njegovi lažji homologi amonijak, fosfin, arzin, stibin in bizmutin, se tudi za moskovin (McH3) se pričakuje, da ima Trikotno piramidalno molekulsko geometrijo, z dolžino vezi Mc–H 195.4 pm in kotom vezi H–Mc–H 91,8° (bizmutin ima dolžino vezi 181,7 pm in kot vezi 91,9°; stibin ima dolžino vezi 172,3 pm in kot vezi 92,0°). V predvidenem aromatičnem peterokotnem panarnem skupku Mc−
5, analognem pentazolatu ( N−
5) je predvideno, da se bo dolžina vezi Mc-Mc povečala z ekstrapolirane vrednosti 156–158 pm do 329 pm zaradi interakcij med spinom in tirom.

## Eksperimentalna kemija
Nedvoumna določitev kemijskih lastnosti moskovija še ni bila ugotovljena. V letu 2011 je bilo opravljenih nekaj poskusov z namenom ustvariti nihonijevih, flerovijevih in moskovijevih izotopov v reakcijah med iztrelki kalcija-48 in tarče iz americija-243 in plutonija-244 . Tarče so vključevale nečistoče svinca in bizmuta, zato je pri reakcijah prenosa nukleonov nastalo nekaj izotopov bizmuta in polonija. Ta, čeprav nepredviden zaplet, bi lahko dal informacije, ki bi pomagale pri prihodnjih kemijskih preiskavah težjih homologov bizmuta in polonija, to sta moskovij in livermorij. Nastala nuklida bizmut-213 in polonij-212m sta bila transportirana kot hidrida 213BiH3 in 212mPo pri 850 °C skozi filtrirno enoto iz kremenčeve volne s tantalom, kar nakazuje, da sta bila hidrida presenetljivo toplotno stabilna, čeprav bi lahko pričakovali, da bi bila njuna težja sorodnika McH3 in LvH2 zaradi preproste ekstrapolacije trendov v periodnem sistemu v p-bloku manj toplotno stabilna. Pred izvedbo kemijskih preiskav so potrebni nadaljnji izračuni stabilnosti in elektronske strukture BiH3, McH3, PoH2 in LvH2. Moskovij in livermorij sta najbrž dovolj hlapna kot čista elementa, da ju bo mogoče v bližnji prihodnosti kemijsko raziskati. Izotope moskovja 288Mc, 289Mc in 290Mc je mogoče kemijsko raziskati s sedanjimi metodami, vendar bi to pomenilo izziv zaradi njihove kratke razpolovne dobe. Moskovij je najtežji element, ki ima znane izotope, ki so dovolj stabilni za kemično eksperimentiranje.